# Nanxi He
Der Nanxi He (chinesisch 南溪河, viet. Sông Nậm Thi, während der Kolonialzeit Namti oder Nami-ti genannt) ist ein Nebenfluss des Roten Flusses (Yuan Jiang) in der südwestchinesischen Provinz Yunnan. In seinem Unterlauf ist er der Grenzfluss zwischen dem chinesischen Kreis Hekou und der vietnamesischen Provinz Lào Cai bis zu seiner Mündung in den Roten Fluss in der gleichnamigen Provinzhauptstadt. Die alte Grenzbrücke führt die Yunnan-Bahn über den Nanxi He zwischen den beiden Staaten und kurz vor der Mündung in den Roten Fluss.
Größere Nebenflüsse sind der Namuguo He sowie der Sicha He, den die Wujiazhai-Eisenbahnbrücke (Viaduc de Faux-Namti) der Yunnan-Bahn im Autonomen Kreis Pingbian überspannt.